# Aschbach (Lebach)
Aschbach ist ein Stadtteil von Lebach im saarländischen Landkreis Saarlouis.

## Geografie und Verkehrsanbindung
Aschbach liegt nordöstlich des Kernortes Lebach an der B 269. Östlich verläuft die A 1.

## Vereine
Innerhalb des Ortes gibt es zahlreiche Vereine wie z. B.:
- Freiwillige Feuerwehr Aschbach
- DRK Aschbach
- SV Victoria Aschbach
- Schäferhundeverein O.G Aschbach
- Musikverein Orpheus Aschbach
- Historischer Verein Aschbach
- TTC Aschbach
- TC Aschbach

## Sehenswürdigkeiten
- St. Maternus (Aschbach)

Siehe Liste der Baudenkmäler in Lebach#Aschbach